# Гоздово (гмина)
Гоздово (пол. Gozdowo) — сельская гмина (уезд) в Польше, входит как административная единица в Серпецкий повет, Мазовецкое воеводство. Население — 6083 человека (на 2004 год).

## Демография
| Перепись                       | Всего   | Всего | Женщины | Женщины | Мужчины | Мужчины |
| ------------------------------ | ------- | ----- | ------- | ------- | ------- | ------- |
| Единицы                        | человек | %     | человек | %       | человек | %       |
| Население                      | 6083    | 100   | 3064    | 50,4    | 3019    | 49,6    |
| Плотность населения (чел./км²) | 48      | 48    | 24,2    | 24,2    | 23,8    | 23,8    |

## Сельские округа
1. Антонево
2. Бялуты
3. Бомбалице
4. Бонислав
5. Броношевице
6. Цетлин
7. Чахорово
8. Дзенгелево
9. Глухово
10. Голеево
11. Гоздово
12. Кольчин
13. Ковалево-Богушице
14. Ковалево-Подборне
15. Ковалево-Скорупки
16. Козице
17. Сможево
18. Кунево
19. Курувко
20. Лелице
21. Лысаково
22. Мёдусы
23. Островы
24. Речево
25. Ремпин
26. Ренкавчин
27. Рогенице
28. Рогенички
29. Рыхарцице
30. Венгжиново
31. Закшевко
32. Збуйно

## Соседние гмины
1. Гмина Бельск
2. Гмина Брудзень-Дужи
3. Гмина Мохово
4. Гмина Серпц
5. Гмина Стара-Бяла
6. Гмина Завидз